# Шарора
Шарора (тадж. Шарора) — посёлок городского типа расположенный в юго-западной части Гиссарского района РРП Таджикистана. Статус пгт присвоен в 1939 году. Прежнее название Октябрьский. Население 12,9 тыс. человек.
В январе 1989 года посёлок был разрушен землетрясением амплитудой в 5-6 балов, произошедшем в Гиссарском районе и унёсшем сотни человеческих жизней. По сообщениям газет, землетрясением была охвачена территория более 2100 квадратных километров. В эпицентре сила толчка достигала семи баллов, вызвавший гигантские оползни. Один из них шириной около двух километров сорвался с холма, накрыв южную часть кишлака Шарора, и в то же время другой, в виде жидкой глинистой лавы, сошёл с противоположного склона и добрался до кишлаков Окулии-Боло и Окулии-Поён. По предварительной оценке специалистов, объем оползней, достигал миллиарда кубометров. Проведение спасательных работ, осложнилось обильным выбросом грунтовых вод на поверхность земли.

## Население
| 2019   | 2020   | 2021   | 2022   |
| ------ | ------ | ------ | ------ |
| 13 900 | 14 300 | 15 300 | 15 600 |